# Три русские девушки
«Три русские девушки» — американский фильм 1943 года режиссёра Фёдора Оцепа, в главной роли Анна Стэн.
В 1945 году фильм номинировался на кинопремию «Оскар» за лучшую музыку к фильму.
Фильм не является ремейком, но его сюжет основан на сюжете советского фильма 1941 года «Фронтовые подруги», и авторы «точно следовали оригиналу, за исключением одной детали сюжета», а некоторые батальные сцены и эпизоды прямо совпадают с кадрами советского фильма, являясь кадрами военной кинохроники, снятой советскими фронтовыми кинооператорами.

## Сюжет
этот ремейк русского фильма, должно быть, самая правдоподобная и эмоционально трогательная картина о медсёстрах в этой войне из всех, которые у нас были.
Оригинальный текст (англ.)this remake from the Russian should be the most believable and emotionally touching picture about nurses in this war that we've had yet.— Б. Краузер, «Нью-Йорк таймс», 1944 год
Наташа (Анна Стэн) — русская медсестра, которая вместе со своими подругами является добровольцем в госпитале в Сталинграде, где среди других раненых оказывается сбитый при испытании в бою самолёта американский лётчик Джон Хилл (Кент Смит). Несмотря на то что Наташа помолвлена с Сергеем Коровиным, который служит на Северном фронте, она начинает влюбляться в американца, находящегося под её опекой. Когда немцы оказываются на подходе к городу, госпиталь эвакуируют в Ленинград, но учитывая, что машин на всех не хватает, Наташа, Джон и некоторые другие раненые отказываются ехать, уступая места другим, более тяжелораненным бойцам, а сами остаются в Сталинграде, надеясь на победу. Когда битва окончена, Джон должен вернуться в Америку, но он и Наташа договариваются встретиться после войны.

## В ролях
- Анна Стэн — Наташа
- Кент Смит — Джон Хилл
- Мими Форсайт — Тамара
- Александр Гранах — майор Брагинский
- Пол Гилфойл — Тришин
- Манарт Киппен — врач
- Кэйн Ричмонд — Сергей
- Джек Гэрднер — Миша
- Кэти Фрай — Чижик
- Марсия Линэк — Шура
- Мэри Геррио — Зина
- Дороти Грэй — Маня
- Анна-Мари Шунцель — Ольга
- Фёдор Шаляпин-младший — Тёркин

## О фильме
Премьера фильма в США состоялась 30 декабря 1943 года, массовый прокат начат с 14 января 1944 года.
В рецензии в газете «Нью-Йорк таймс» от 5 февраля 1944 года влиятельный кинокритик Босли Краузер писал, что этот фильм так же хорош, как и советско-российский оригинал, но в этой редакции его сюжет легче понять американской аудитории, при этом фильм остаётся таким же искренним, в отличие от голливудских фильмов о войне; сравнивая фильмы, критик отмечал:

Русский фильм отличался прежде всего прямым, документальным стилем, и продюсеры очень преуспели в сохранении этого стиля в своём ремейке. Они избегали очевидных преувеличений, которые были очевидны в других голливудских фильмах, связанных с медсёстрами на передовой.
Высокую оценку критик Краузер дал и исполнителям ролей:

Анна Стен поразительно эффектна как главная медсестра, а Мими Форсайт и Кэти Фрай полностью заслуживают доверия как две дамы в белом. Кент Смит убедителен и привлекателен в роли американского лётчика, так же как убедительны Александр Гранах, Пол Гилфойл и Манарт Киппен в изображении русских.
Это фильм, снятый в традиции фильмов США периода войны, положительно изображавших СССР как союзника (наряду с такими фильмами, как «Песнь о России», «Миссия в Москву», «Мальчик из Сталинграда» и другие), которые затем в период «маккартизма» и последовавшей «холодной войны» были забыты и «вновь открыты» только в последнее время. Соответственно, во время «холодной войны» оценка фильма давалась в негативном ключе. Так, британский кинокритик Лэсли Хэливэл писал, что этот фильм — «Чистая пропаганда, в наши дни совершенно не нужная к просмотру».